# 3-Metilanfetamina
A 3-Metilanfetamina (3-MeA; 3-MA; PAL-314) é uma droga estimulante da classe das anfetaminas. É autoadministrada por ratos de forma comparável à 4-Fluoroanfetamina (4-FA) e tem uma potência equivalente na liberação de monoaminas, mas com um equilíbrio maior na liberação das três monoaminas. Por isso, contrasta com os análogos fluoro, que possuem maior seletividade na liberação de dopamina/noradrenalina que de serotonina.